# Trompe (biologie)
Pour les articles homonymes, voir Trompe.
Pour l'appendice céphalique de certains animaux, voir Proboscis.
En biologie évolutive du développement, une trompe correspond à un caractère dont l'apparition n'est pas liée directement à une adaptation et est souvent défini comme un sous-produit de l'évolution. Stephen Jay Gould et Richard C. Lewontin introduisirent cette notion en 1979 par analogie avec l'architecture.

## De l'architecture à la biologie

### Les pendentifs de la Basilique Saint-Marc

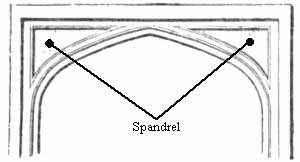
Illustration du concept d'écoinçon (ou « spandrel » en anglais) en architecture

En 1979, S.J.Gould et R.C.Lewontin présentent dans un article leur théorie sur les traits non-adaptatifs. L'explication débute avec une présentation des structures architecturales du dôme central de la Basilique Saint-Marc de Venise, appelées pendentifs. La coupole repose sur quatre arcs concaves qui se rejoignent à la clé de voûte. Les arcs définissent des surfaces intermédiaires formant un triangle curviligne, appelées pendentifs ou trompes (en deux dimensions, un arc dans un rectangle définit des écoinçons, qu'on traduit par "spandrels" en anglais). Cette structure est un sous-produit nécessaire de l'édification d'une coupole sur des arcs courbés.
Par analogie avec son sens architectural, une trompe ou un pendentif dans un organisme vivant répond à une contrainte structurelle et peut donc être qualifiée d'excroissance structurelle.
Les auteurs développent l'analogie avec la décoration. La décoration des pendentifs de la basilique n'est pas moins noble esthétiquement que celle de la coupole et des arcs, si bien qu'ils n'en sont pas distincts à l'œil non-averti. Cette valeur fonctionnelle (esthétique) comparable évoque le concept biologique de cooptation. En biologie, un trait non-adaptatif peut être coopté, ce qui définit une exaptation.

### Controverse
Si aujourd’hui les termes de pendentif, trompe ou écoinçon sont utilisés dans la littérature scientifique en biologie sans ambiguïté sur leur signification, Gould et Lewontin eurent à se justifier sur leur choix. Dans un premier temps, on revint sur l’exemple architectural choisi : d’un point de vue terminologique, « spandrel » ne s’appliquerait pas aux structures désignées par les auteurs mais correspond effectivement à un « pendentif » en architecture. 
De plus, il fut démontré que ces structures n'étaient pas seulement ornementales, mais qu'à l'époque de la construction de la basilique, elles étaient nécessaires au soutien du dôme, ce qui en ferait finalement des "adaptations" au sens biologique du terme .
Gould répondit en 1997 en expliquant qu'ils avaient choisi l'exemple pour ses propriétés équivalentes à celles des "spandrels" : le nombre et la forme des pendentifs n'ont pas été choisis mais imposés comme contrainte structurale et pour des raisons plus personnelles. Gould avait été impressionné par le dôme lorsqu'il avait visité la basilique et trouvait que le terme de "spandrel" qui a pour origine étymologique "span" soit l'empan en français, et qui fait donc partie du domaine de la géométrie, s'inscrivait dans la logique de la critique de l'adaptationnisme de D'arcy Thompson et de son œuvre On Growth and Form.
Finalement, l'importance de pouvoir nommer les caractéristiques apparaissant comme sous-produits architecturaux après un changement adaptatif lors de l'évolution d'un organisme l'aura emporté sur les différends qui opposèrent Gould et Lewontin à leurs détracteurs.

## Exemples biologiques

### Columelle

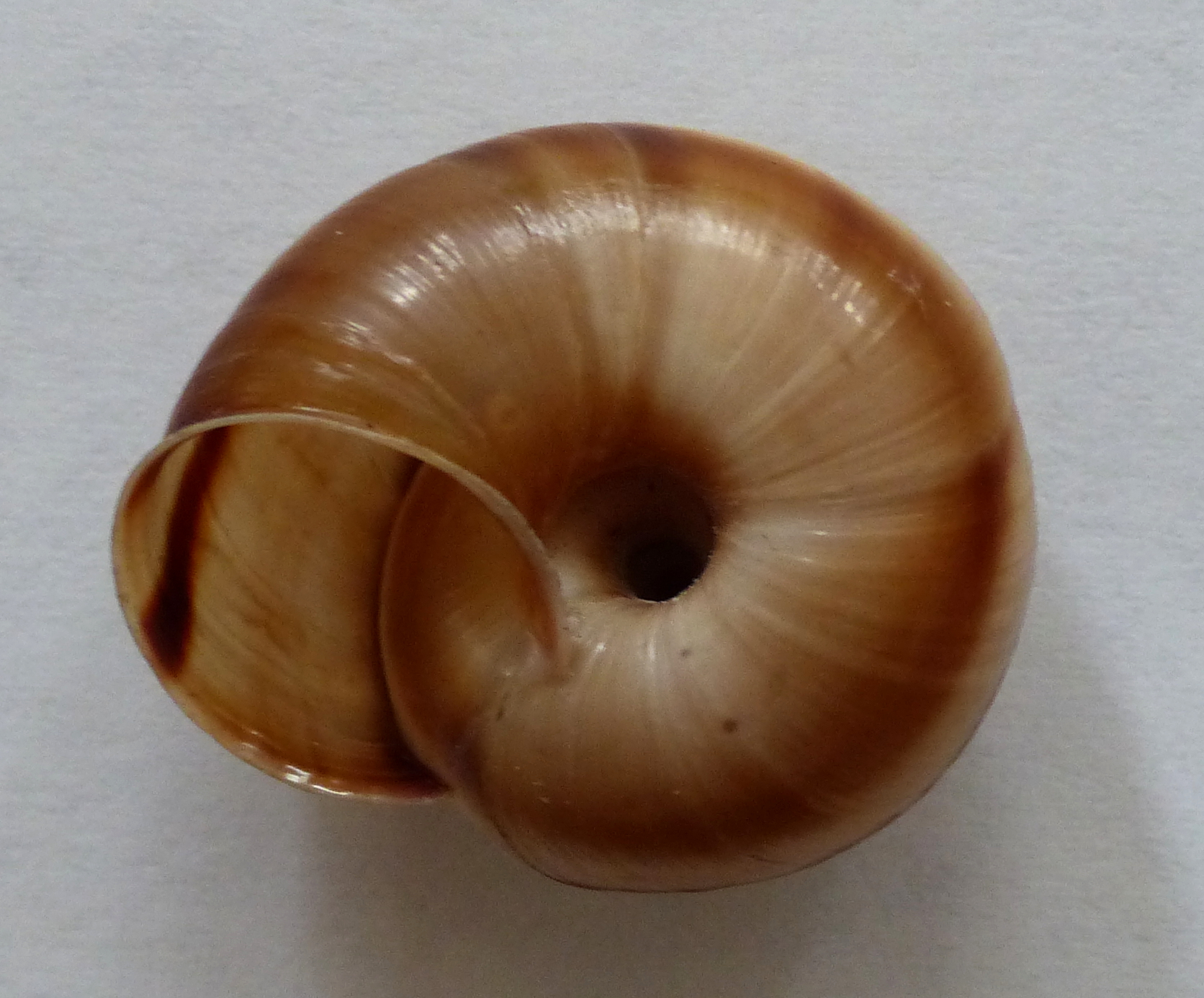
Photographie de l'ombilic d'un Chilostoma cingulatum

Les escargots possèdent une coquille hélicoïdale à enroulement dextre ou senestre autour d'un axe. Cet axe est appelé columelle, il peut être plein ou vide, (l'ouverture vers l'extérieur de la columelle s'appelle l'ombilic). L'expansion structurale ou pendentif est l'espace vide, qui répond aux contraintes géométriques d'un tube s'enroulant autour d'un axe, il ne s'agit pas d'une adaptation. 
Chez certaines espèces, il est utilisé comme chambre d'incubation pour protéger les œufs, ce caractère, apparu ultérieurement au pendentif, est une cooptation présente dans un petit nombre de lignées.

### Megaloceros giganteus

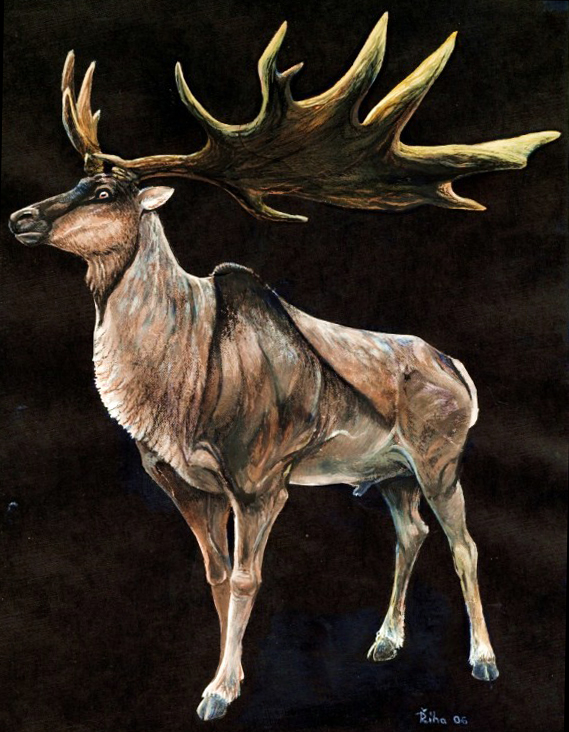
Illustration d'un Megaloceros giganteus

Megaloceros giganteus, un des plus grands cervidés connus, dont la ramure pouvait mesurer 3,5 m et peser jusqu'à 350 kg,  présentait un cas de pendentif que Gould décrit dans son livre La Structure de la théorie de l'évolution. Pour supporter la masse de ses bois, ses apophyses épineuses étaient très développées. Cette adaptation survient, dans une certaine mesure, chez les mammifères ayant une lourde tête. Le développement des apophyses permet l'attachement de muscles travaillant au soutien de la tête, plus développés. Extérieurement, cela se manifeste par une zone soulevée entre les épaules. L'adaptation consiste en un meilleur soutien, mais la bosse est une expansion structurale, un pendentif.
Cette expansion fut cooptée au cours de l'évolution de l'espèce pour devenir un caractère sexuel secondaire, utilisé pour les parades nuptiales. Différentes couleurs et différentes formes géométriques ont été recensées sur les dessins d'art pariétal paléolithique dans des grottes de France et Espagne.